# 圣马力诺驻外机构列表

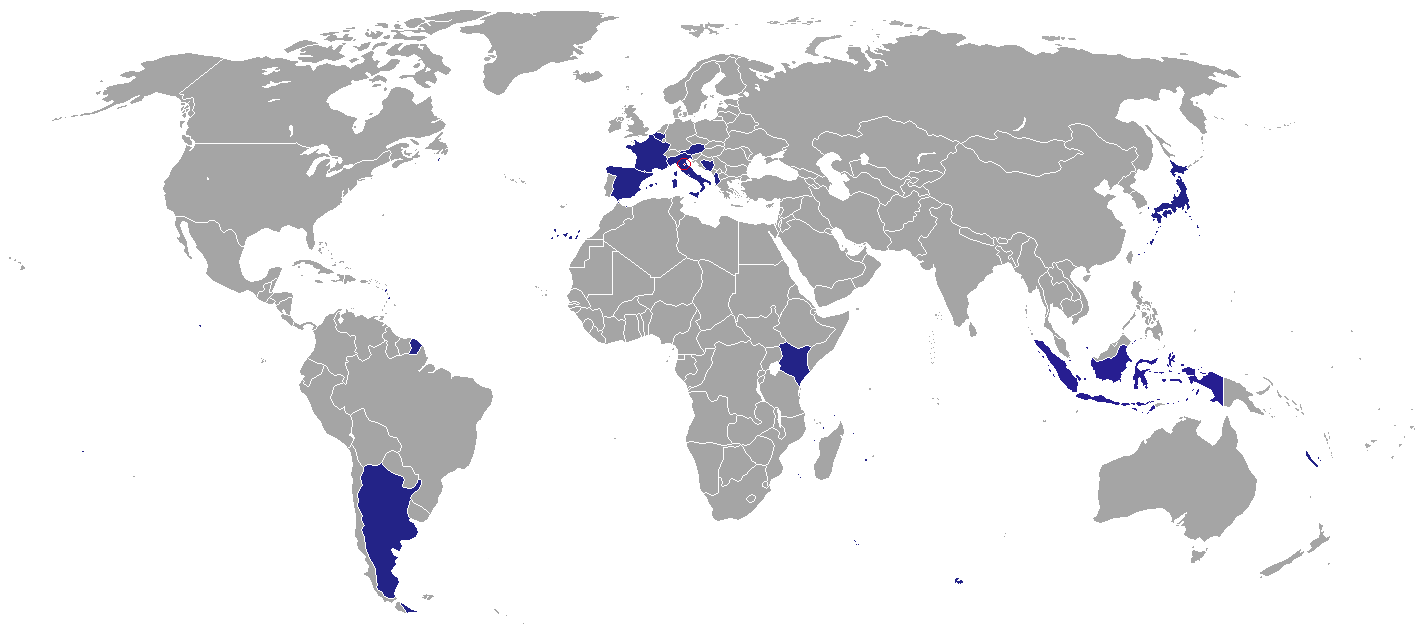
圣马力诺大使馆的分布国家

圣马力诺共和国与100多个国家拥有外交关系，其中在12个国家设有常驻大使馆。此外，圣马力诺还有在很多国家设有名誉大使馆。

## 非洲
- - 内罗毕（大使馆）[1][2]

## 美洲
- 阿根廷
  - 布宜诺斯艾利斯（大使馆）[3]

## 亚洲
- 印度尼西亞
  - 雅加达（大使馆）[4]
- 日本
  - 东京都（大使馆）[4]

## 欧洲
- 阿尔巴尼亚
  - 地拉那 (大使馆)[4]
- 奥地利
  - 维也纳 (大使馆)[4]
- 比利时
  - 布鲁塞尔 (大使馆)[4]
- - 萨拉热窝 (大使馆)[4]
- 法國
  - 巴黎 (大使馆)[4]
- 梵蒂冈
  - 罗马 (大使馆)[4]
- 義大利
  - 罗马 (大使馆)[4]
- 西班牙
  - 马德里 (大使馆)[4]

## 国际与地区性组织
- 布鲁塞尔（驻欧盟使团）
- 日内瓦（驻联合国日内瓦办事处及红十字国际委员会代表团）
- 纽约（驻联合国代表团）
- 巴黎（驻联合国教科文组织代表团）
- 斯特拉斯堡（驻欧洲委员会代表团）